# Bilderbuch
Bilderbuch (dosłownie: Książka z obrazkami) – austriacki rockowy zespół muzyczny.
Powstał w Kremsmünster (Austria) w 2005 r. Od 2008 zespół przeniósł się do Wiednia. Obecny skład zespołu to: Maurice Ernst (śpiew, gitara), Peter Horazdovsky (gitara basowa), Michael Krammer (gitara) i Phillipp Scheibl (perkusja). Do 2017 zespół wydał 4 albumy, w których rock łączy się z art-punkiem, rockiem progresywnym, indie rockiem i hip-hopem.
Piosenka Spliff w całości pojawiła się w filmie „Lekarstwo na życie” („Cure for Wellness”) w reżyserii Gore Verbinskiego z 2016.
Piosenki: Maschin, Man hat mir weh getan, Kopf ab, Ein Boot für uns wykorzystano w filmie „Wilde Maus” w reżyserii Josefa Hadera z 2017 r.
Zespół był wielokrotnie nagradzany Amadeus Austrian Music Award, m.in. w 2014, 2016 i 2017 r.

## Dyskografia

### Albumy
- Nelken & Schillinge (2009)
- Die Pest im Piemont (2011)
- Schick Schock (2015)
- Magic Life (2017)

### Single
- Maschin (2013)
- OM (2014)
- Willkommen im Dschungel (2015)
- Bungalow (2017)

### Kompilacje
- Bitte, Herr Märtyrer (2010)
- Feinste Seide (2013)